# Schwyzer Kantonalbank
Schwyzer Kantonalbank es un banco cantonal que sirve y es propiedad totalmente del cantón suizo de Schwyz. Su sede central se halla en Schwyz.

## Historia
Schwyzer Kantonalbank (SZKB) fue fundado en 1890. Desde 1908, el banco también ha gestionado el Banco Nacional de Suiza en Schwyz. Para 1970, Schwyzer Kantonalbank tenía activos superiores a 1000 millones CHF. En 1972, inició la operación de cajeros automáticos. En 1990, el banco tenía activos por encima de los 5000 millones CHF. En 1994, la compañía amplió su sede central en la ciudad. En 1999, Schwyzer Kantonalbank abrió su website e inició opciones de banca telefónica.
Para 2006, Schwyzer Kantonalbank tenía 10.000 millones CHF en activos. También crearon una fundación innovadora en el mismo año. En 2008, Verena Gwerder se convirtió en la primera mujer Consejera del Banco.
En 2020, el banco contrató a su primera mujer como CEO, Susanne Thellung. Los activos del banco sobrepasaron los 20.000 millones CHF por primera vez.

## Productos y servicios
Schwyzer Kantonalbank ofrece servicios que incluyen ahorro y cuentas corrientes, tarjetas de crédito, inversiones, hipotecas y préstamos. El banco ofrece servicios tanto a corporaciones como clientes privados.
En 2022, la calificación de Standard and Poor's del banco era AA+.

## Organización
Schwyzer Kantonalbank tiene dos secciones de dirección. La primera es el Consejo del Banco, que es el cuerpo principal de gobierno, un grupo de nueve miembros que son elegidos por el cantón. Actualmente dirigido por Dr. August Benz. La administración y operación diaria es conducida por un grupo de cinco, liderados por el CEO Susanne Thellung.